# Ливанский национализм

Флаг Ливана.

Карта Великого Ливана или Финикии.

Ливанский национализм (араб. قومية لبنانية‎) — это националистическая идеология, которая считает, что ливанский народ — отдельная нация независимая от арабского мира. Сторонники этой теории утверждают, что ливанцы являются прямыми потомками финикийцев.
Эта идеология уходит корнями в XIX век, во времена религиозных войн между Маронитами и Друзами в Ливанских горах. он взял её формализованной форме в межвоенный период и французского мандата Сирии, когда он служил главным образом как средство против арабского национализма и в обосновании существования зарождающейся стране Ливан.
В течение XX века и ливанской Гражданской войны, ливанский национализм был связан с правохристианскими партиями Ливанского фронта (Шарль Малик): Катаиб (Пьер Жмайель, Башир Жмайель, Амин Жмайель), Ливанские силы (Самир Джааджаа), Танзим (Жорж Адуан), Национал-либеральная партия (Камиль Шамун), Стражи кедров (Этьен Сакер), Ливанская Партия Обновления (поэт и философ Саид Акл).
Ливанский национализм идет ещё дальше и включает в себя ирредентистские взгляды, выходящие за границы с Ливаном, стремясь объединить все земли древней Финикии по сей день Ливане. Это происходит от того, что на сегодняшний день Ливан, Средиземноморское побережье Сирии, и север Израиля-это область, которая примерно соответствует древней Финикии и в результате большинство ливанского народа идентифицировать себя как часть древнего финикийского населения этого региона. Таким образом, предлагаемое большей ливанской страны включает в себя Ливан, Средиземноморское побережье Сирии и Северный Израиль.
Культурное и языковое наследия народа Ливана представляет собой смесь обоих элементов коренным и иностранным культурам, которые пришли, чтобы править землей и её народом в течение тысячи лет. В 2013 году в интервью ведущий исследователь, Пьера Залоуа отмечено, что генетические вариации предшествовали религиозные различия и разногласия: « в Ливане уже был хорошо дифференцированных сообществ со своими генетическими особенностями, но не существенные различия, и религии, как слои краски на верхней части. Нет четкой картины, что показывает, что одно сообщество носит значительно более финикийский, чем другой.»